# سامانه اطلاعات نام‌های جغرافیایی

نشان‌وارهٔ سازمان زمین‌شناسی ایالات متحدهٔ آمریکا

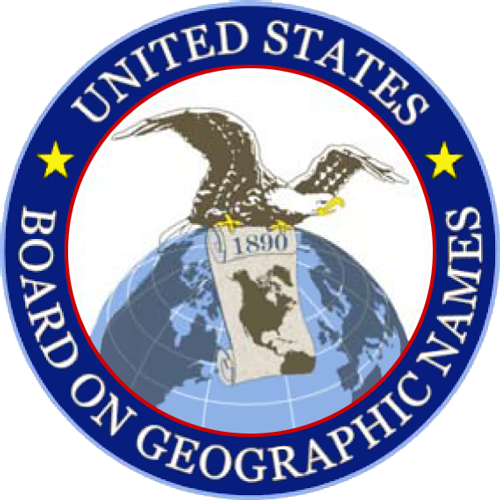
نشان انجمن نام‌های جغرافیایی آمریکا

سامانهٔ اطلاعات نام‌های جغرافیایی (به انگلیسی: Geographic Names Information System) (مخفف انگلیسی: GNIS) یک بانک اطلاعاتی است که شامل نام و اطلاعات مکانیِ بیش از دومیلیون موقعیت فرهنگی و فیزیکی در سرتاسر ایالات متحدهٔ آمریکا و سرزمین‌های تابعه‌اش می‌شود. این سامانهٔ اطلاعاتی گونه‌ای فرهنگ جغرافیایی به‌شمار می‌رود. سازمان زمین‌شناسی آمریکا به‌همراه «انجمن نام‌های جغرافیایی آمریکا» متولی تهیه، تولید و استانداردسازی این سامانه بوده‌اند.